# بولیو-سور-دوردونی
بولیو-سور-دوردونی (به فرانسوی: Beaulieu-sur-Dordogne) یک کمون در فرانسه است که در Canton of Beaulieu-sur-Dordogne واقع شده‌است.

## خصوصیات
بولیو-سور-دوردونی ۸٫۶۵ کیلومترمربع مساحت و ۱٬۲۹۶ نفر جمعیت دارد و ۱۴۷ متر بالاتر از سطح دریا واقع شده‌است.

## نگارخانه

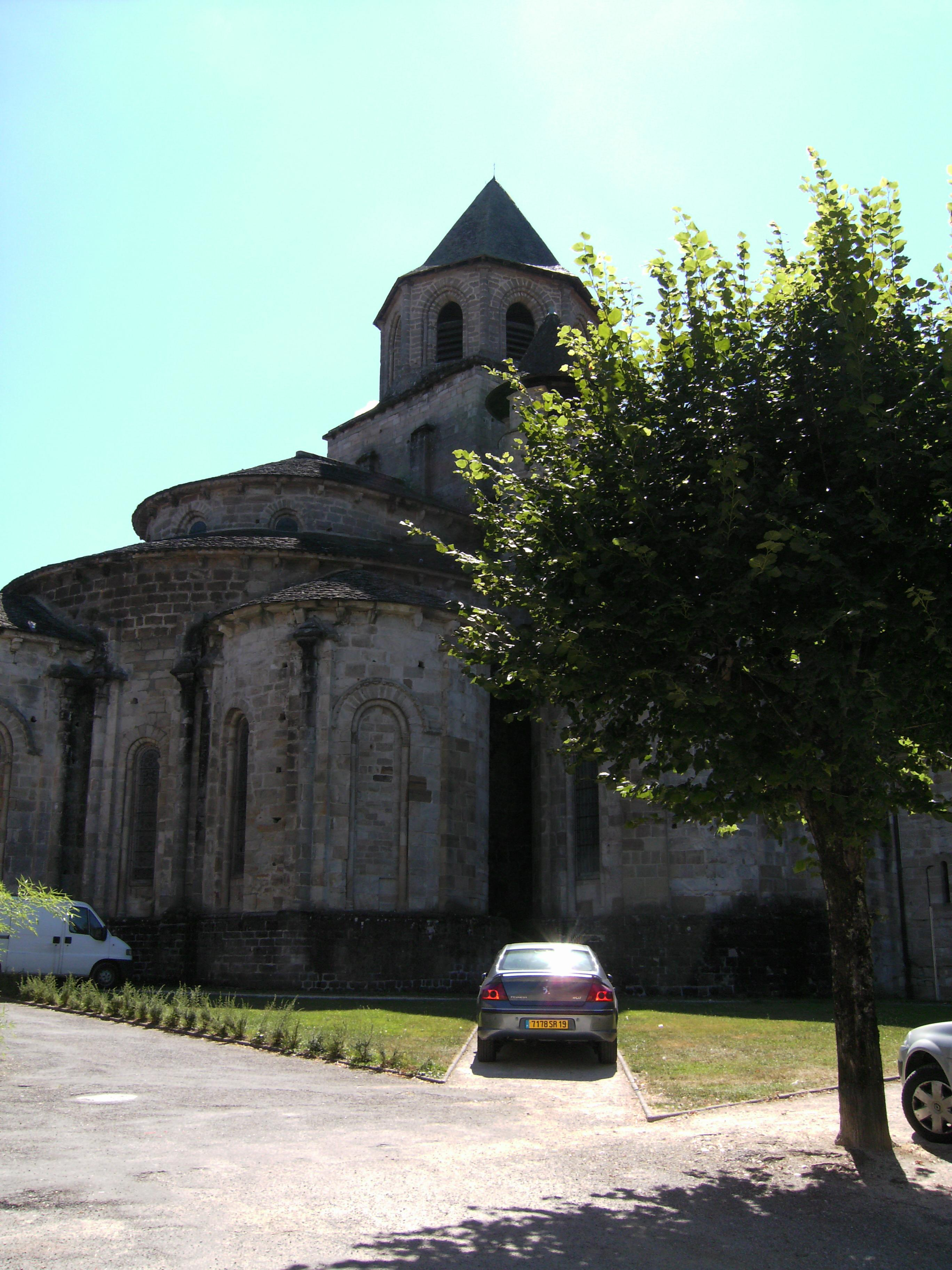
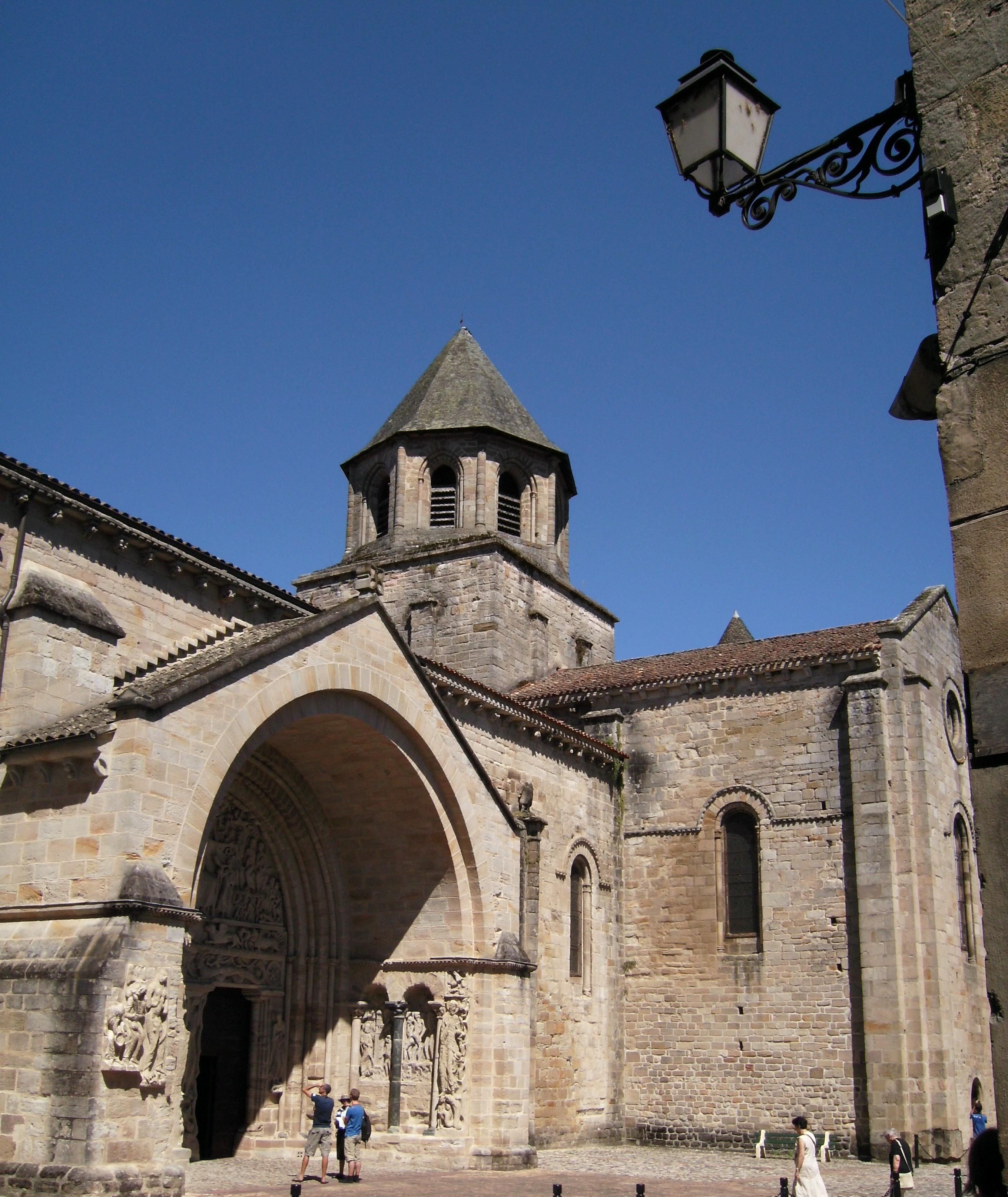
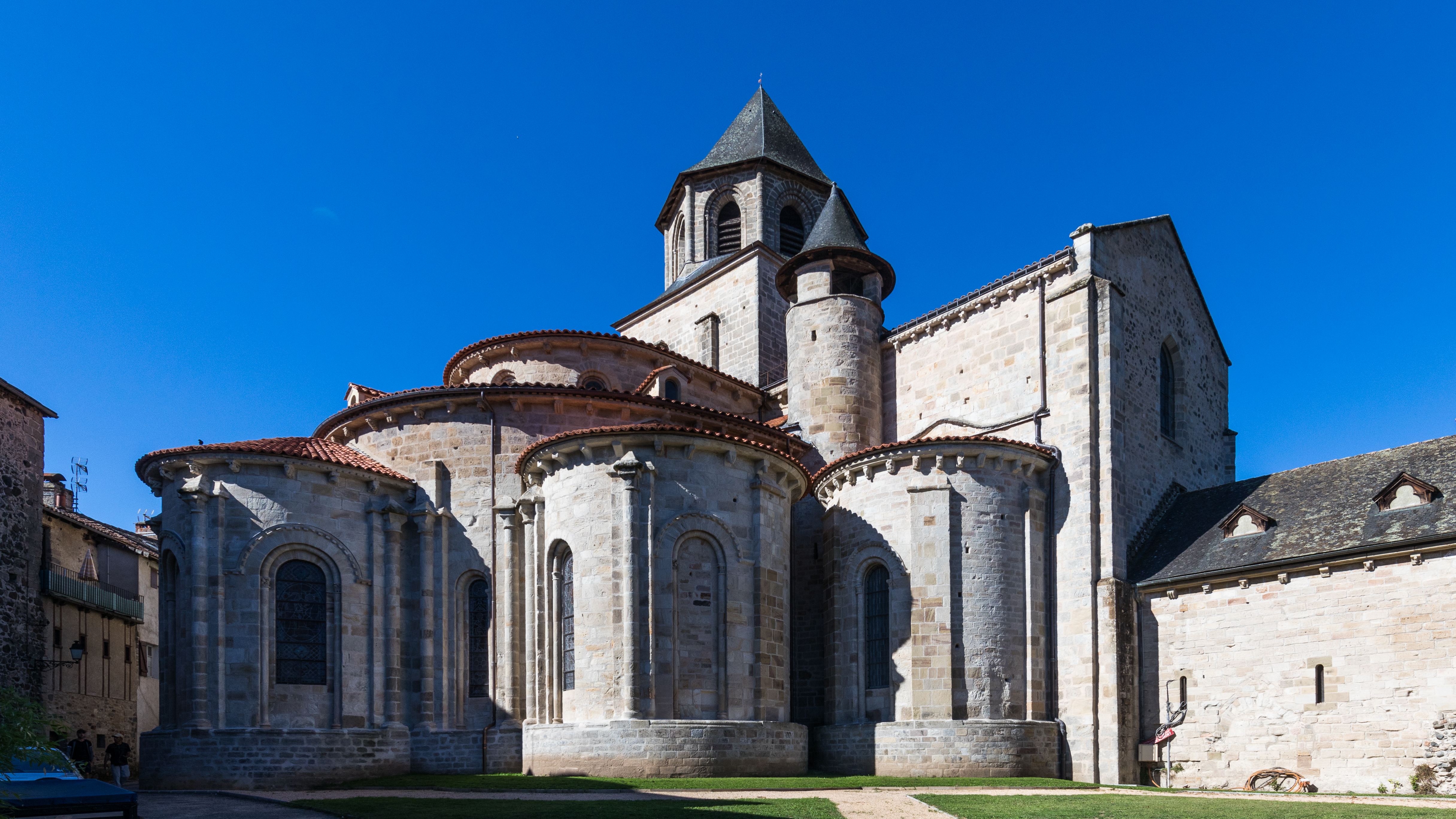
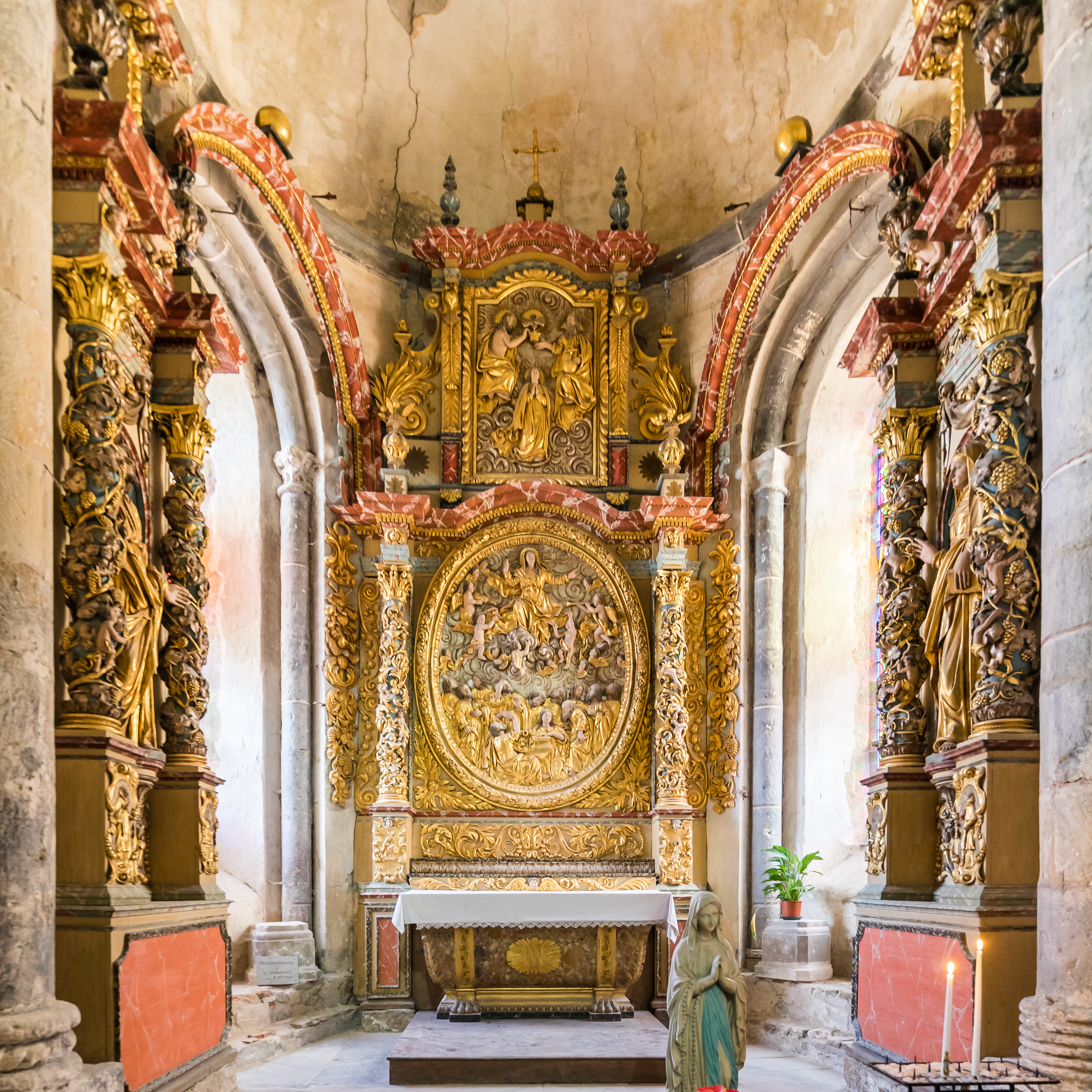
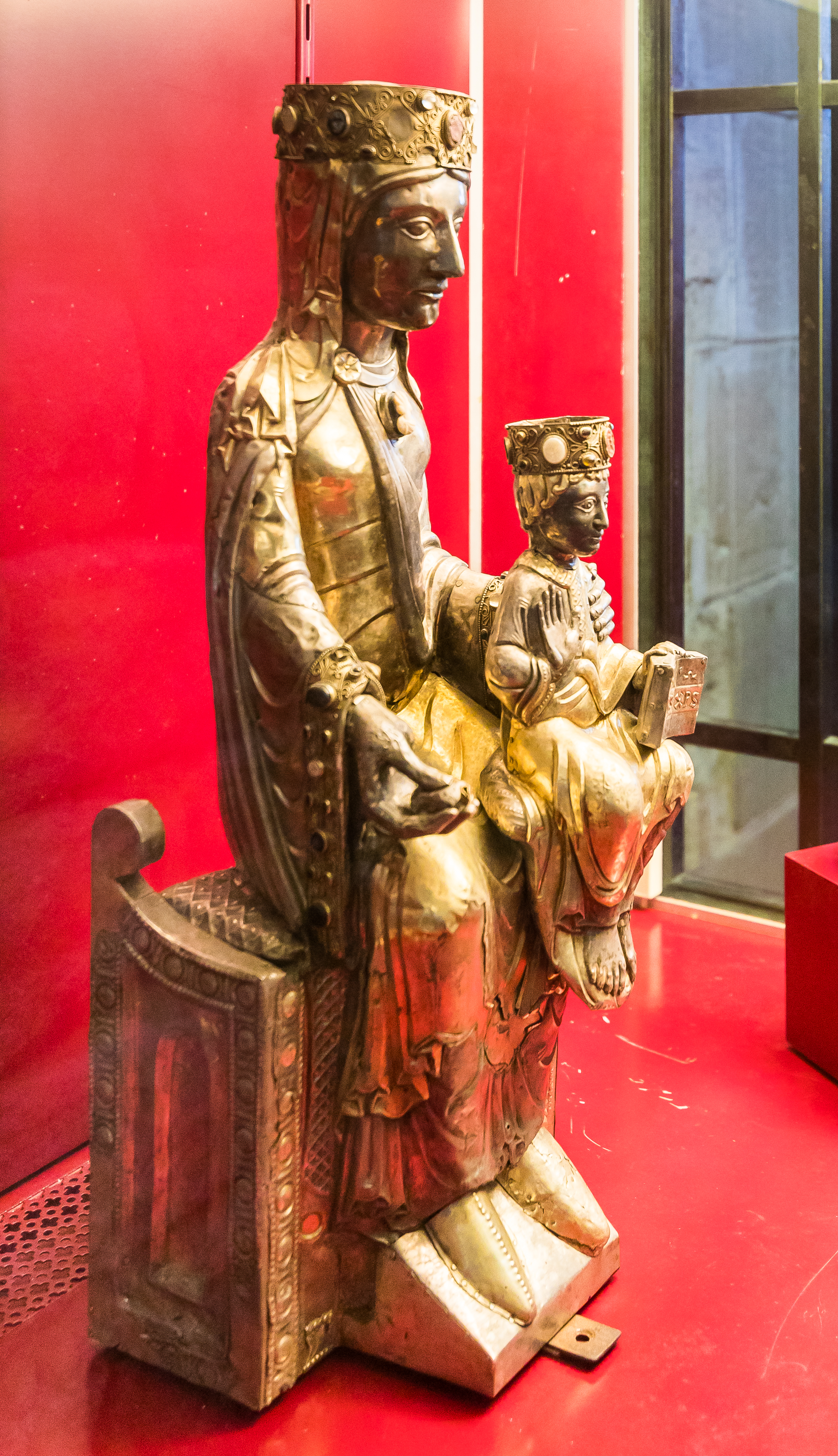
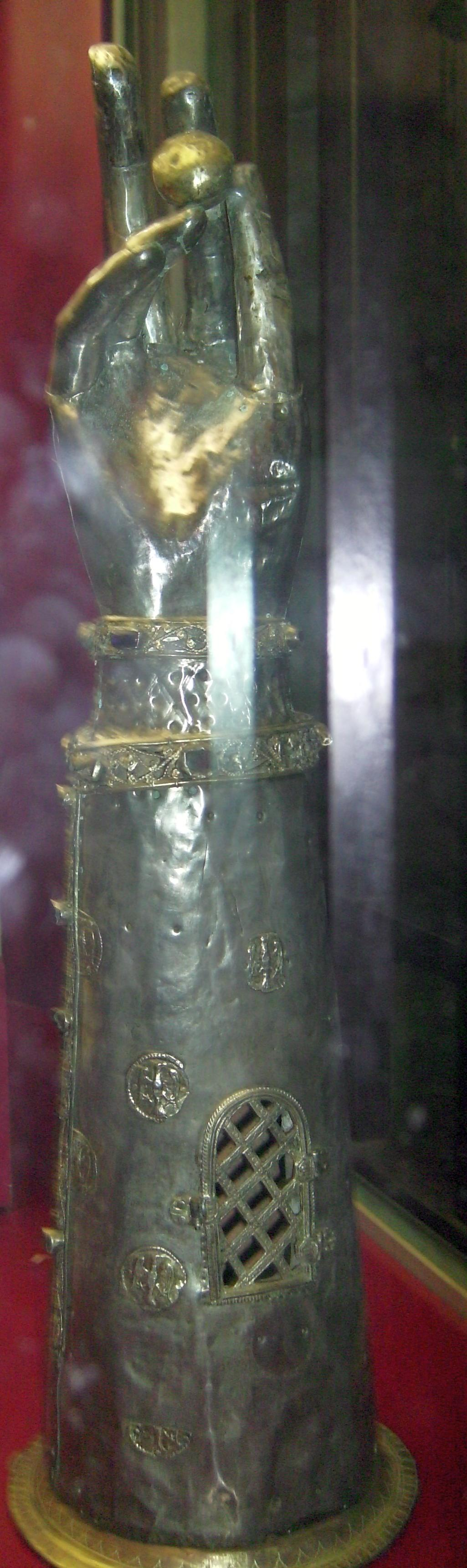